# 자유대학교역
자유대학교(틸플라츠)역(U-Bahnhof Freie Universität (Thielplatz))은 베를린 슈테글리츠첼렌도르프구 달렘에 있는 U3의 역이다. 1913년 10월 12일에 틸플라츠(Thielplatz)역으로 개통했고, 1929년까지는 노선의 남서쪽 종착역으로 기능했다. 북쪽에 있는 과거 역 건물은 하인리히 슈트라우머(Heinrich Straumer)가 설계했으며, 역 광장과 다리와 합쳐서 건축유산으로 지정되어 있다.

## 역사
빌머스도르프-달렘 도시철도(Wilmersdorf-Dahlemer-Untergrundbahn)의 비텐베르크플라츠-틸플라츠 구간 개통 당시 영업을 시작했다. 역 근처의 카이저 빌헬름 협회와 도심을 잇는 역할을 담당했다. 하인리히 슈트라우머의 역 설계안은 4년 전 헤르만 무테시우스(Hermann Muthesius)가 설계하여 베를린 니콜라스제에 건설된 하우스 프로이덴베르크(Haus Freudenberg)를 참고하였다. 승강장 북동쪽에 있는 대합실은 V자형 건물로 지어졌다. 역사 벽면은 라테노에서 수제 제작된 벽돌로 건설되었다. 역사 중앙부 출입문은 아치형으로 구성되어 있으며, 위쪽에는 철제 격자가 설치되어 있다. 출입문 위에는 금색 글자로 역명이 표기되어 있으며, 그 위에는 대형 시계가 설치되어 있다.
대합실 내부는 표현주의 양식으로 구성되어 있으며, 내부 벽은 빨간색과 갈색 타일로 마감되어 있다. 과거 매표소로 사용했던 공간은 현재는 막혀 있다. 출입구 맞은편에는 승강장으로 향하는 계단이 설치되어 있다.
비텐베르크플라츠-틸플라츠 구간은 제1차 세계 대전 이전 마지막으로 개통된 베를린 지하철 구간이다. 1929년 크루메 랑케역으로 연장되기 전까지는 종착역 역할을 담당했고, 남서쪽에 차량 기지 역할을 겸하는 임시 유치선이 설치되어 있었다. 크루메 랑케역 개통 이후 새로운 기지가 설치되면서 유치선이 전부 철거되었다.
역 건설 당시 역 부지에서 10 m 떨어진 곳에 베를린 최대 규모인 50 t 규모의 미아석이 발견되었다. 현재의 위치인 지하철 노선을 따라서 북서쪽으로 40 m 떨어진 틸파르크(Thielpark) 공원으로 이동하기 위해서 도르래를 설치했고, 이동 과정에는 총 14일이 소요되었다.
원래 역 북서쪽으로 틸파르크 공원을 조망할 수 있도록 설계되었으나, 1970년에 도시 철도 노반을 따라서 도로가 개설되면서 파란색 벽으로 시야가 막혔다. 1979년부터 1981년까지 승강장 남서쪽에 원래 대합실의 양식과 비슷한 두 번째 대합실이 건설되었으며 승강장 천장 구조물도 연장되었다.
2016년 12월 11일 현재의 역명으로 개칭되었다.
2017년 엘리베이터 완공 예정으로 140만 유로 예산이 배정되어 있었다. 2018년 11월 엘리베이터가 운영을 시작했고, 지상의 교각과 연결되었다. 실제 사용 예산은 약 200만 유로였다.

## 인접 철도역
베를린 버스 110번과 환승할 수 있다.
| 베를린 지하철 3호선                 | 베를린 지하철 3호선 | 베를린 지하철 3호선                 |
| ----------------------------------- | ------------------- | ----------------------------------- |
| 오스카어헬레네하임 크루메 랑케 방면 | U3                  | 달렘도르프 바르샤우어 슈트라세 방면 |

## 참고 문헌
- Sabine Bohle-Heintzenberg: Architektur der Berliner Hoch- und Untergrundbahn, Verlag Willmuth Arenhövel, Berlin 1980, ISBN 3-922912-00-1, S. 135–136.
- Biagia Bongiorno: Verkehrsdenkmale in Berlin – Die Bahnhöfe der Berliner Hoch- und Untergrundbahn, Michael Imhof Verlag, Berlin 2007, ISBN 978-3-86568-292-5; S. 120.